# Иван Говедаров
Иван Николов Говедаров (роден на 30 май 1961 г.) е бивш български футболист, защитник. В А група има 94 мача с 4 гола – 82 мача с 4 гола за Локомотив (Пловдив) и 12 мача за Ботев (Пловдив). Играл е също в Родопа (Смолян), Миньор (Рудозем), Спартак (Пловдив) и Слънчев бряг (Несебър).

## Биография
Говедаров дебютира в мъжкия футбол на 19-годишна възраст с отбора на Родопа (Смолян). През сезон 1980/81 изиграва 13 мача в Южната Б група. След това преминава в Миньор (Рудозем), където играе две години във В група.
През 1983 г. отива в Спартак (Пловдив), с чийто екип записва 145 мача с 5 гола във втория ешелон. Заради добрите си изяви през 1988 г. е привлечен от елитния Ботев (Пловдив). На 27-годишна възраст с екипа на „канарчетата“ дебютира в А група през сезон 1988/89, когато изиграва 12 мача. След това преминава в Слънчев бряг (Несебър). Твърд титуляр в състава през сезон 1990/91 – играе в 32 мача в Б група и бележи 1 гол.
През лятото на 1991 г. Говедаров е привлечен в Локомотив (Пловдив), където играе в продължение на 5 сезона. Завършва кариерата си в Спартак (Пловдив). Има 4 мача в Купата на УЕФА – два с Ботев през 1988 г. и два с Локомотив (Пд) през 1992 г.
След края на кариерата си работи като треньор в Локомотив (Пд) – помощник-треньор (1998/99) и ДЮШ. Сега работи в Англия.